# Marie Fresnaye
Marie Fresnaye, née le 22 mars 1856 à Marenla dans le Pas-de-Calais et morte le 22 janvier 1936 dans la même commune, est une sculptrice, céroplaste et médailliste française.

## Biographie

### Enfance et famille

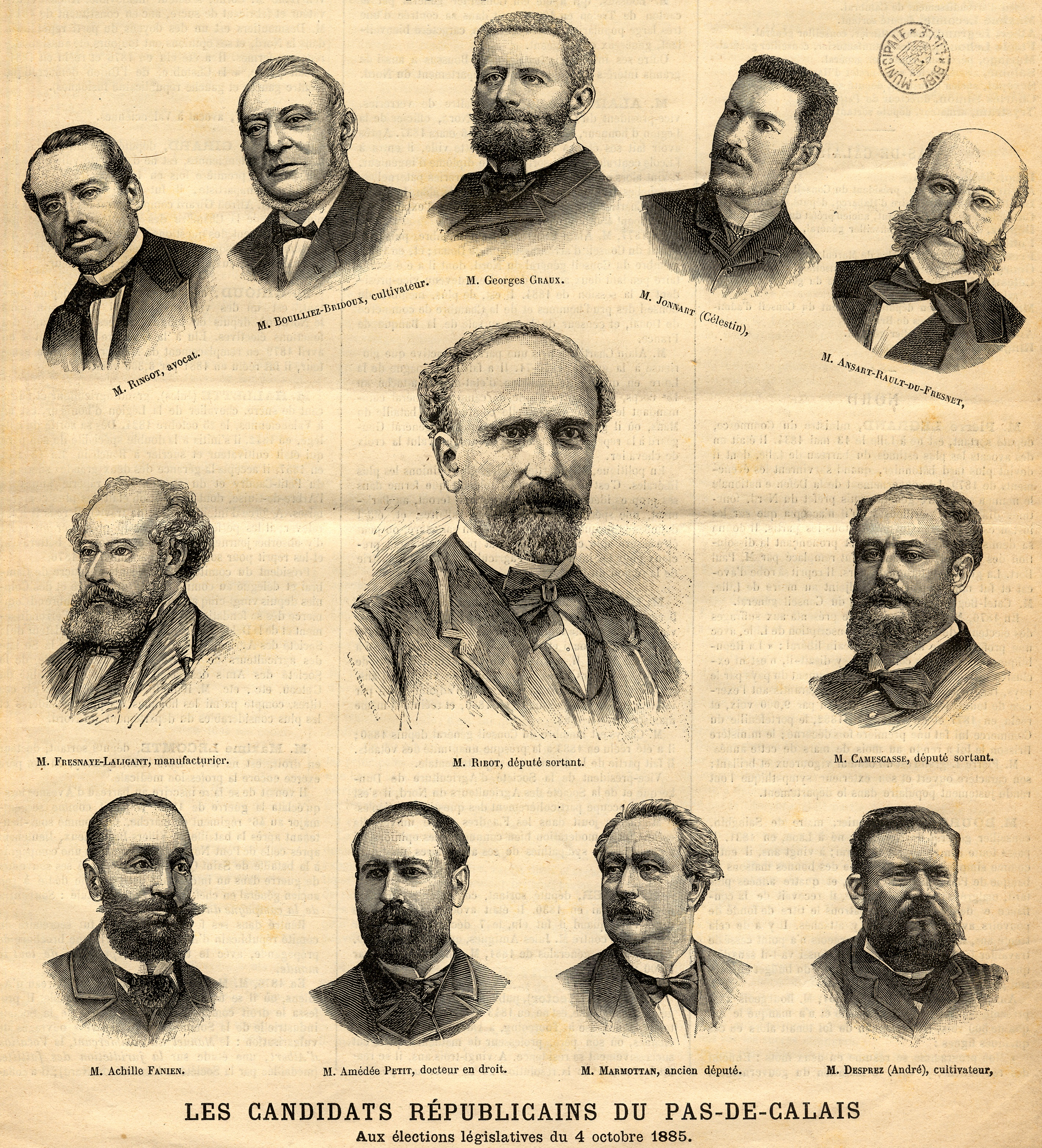
Adrien Fresnaye candidat républicain du Pas-de-Calais (1885).

Issue d'une famille de treize enfants, Marie Alberte Claire Alphonsine Fresnaye naît le 22 mars 1856 à Marenla du mariage d'Adrien Fresnaye (1824-1901), fabricant de papier, et d'Alexandrine Laligant (1825-1925), dont la famille possède plusieurs moulins et une papeterie à Maresquel.
En 1852, son père, Adrien Fresnaye, devient propriétaire d'un moulin à papier à Marenla. En 1856, il fait construire, sur la Canche, une papeterie moderne activée par une machine à vapeur. Républicain convaincu, il fait éduquer aussi bien ses garçons que ses filles. Il est conseiller général du canton de Campagne-les-Hesdin de 1880 à 1886 et maire de Marenla de 1870 à 1896.
Après qu'il a fait faire son portrait en médaillon par un artiste du village, ses enfants sont encouragés à s’intéresser aux arts plastiques et disposent pour s'exercer du papier d'emballage, bleu ou ocre produit par l'entreprise familiale.

### Carrière
Marie Fresnaye développe ainsi son talent pour le dessin et la sculpture. Elle annonce à ses parents qu'elle souhaite étudier la statuaire à Paris. Ses parents acceptent à la condition que ses œuvres soient admises au Salon. En 1874, elle expose deux plâtres : Portrait de Mlle A.F., un médaillon et Le Sommeil un buste en haut relief.
En 1877, elle est élève du sculpteur Hippolyte Maindron. De 1881 à 1889, elle suit à plusieurs reprises les cours de l'Académie Julian. Elle devient ensuite l'élève d'Henri Chapu.
Pendant toute cette période, elle expose régulièrement au Salon : en 1878 La sybille. En 1881, un buste de sa sœur ainsi qu'un médaillon en plâtre La république présidant à l'instruction de ses enfants,. En 1883, elle reçoit la médaille de vermeil de l'exposition des Beaux Arts d'Amiens et expose au Salon un médaillon représentant la guerrière Bradamante  ainsi que Petites sources, un groupe en plâtre. En 1884, elle expose au Salon deux plâtres, la captive et le charmeur ou amour au pipeau (actuellement propriété du musée d'Orsay) et reçoit une mention honorable au salon de 1884. En 1885, elle obtient une médaille d'or à l'exposition de la société des amis des arts d'Amiens.
Elle participe à plusieurs reprises à des salons de femmes. En 1882, elle expose le médaillon de marbre d'un profil grec au cercle de la rue Volney. En 1892 avec l'Union des femmes peintres et sculpteurs, la petite bohémienne  et en 1894, un bénitier de marbre haut relief représentant un ange aux ailes repliées et Dans les vignes une statue de plâtre représentant un enfant mordant au raisin,. En 1898, Elle participe au salon des Femmes artistes chez George Petit. En ces occasions, elle présente ses travaux aux cotés d'autres sculptrices : citons Louise Lalande, Coralie Cahen, Anna Latry, Laure Coutant, Marie Gallaud, Jeanne Royannez, Frédérique Valet, Charlotte Bertrand, Jeanne Jozon, Mathilde Thomas-Soyez, Blanche Moria, Agnès de Frumerie ou encore Hélène Bertaux.
En 1895, Elle expose Le billet doux. Elle produit cette année-là un médaillon en bronze à l’effigie de Victor Morel et reçoit les insignes d'officier académique lors de l'inauguration du monument à Campagne-les-Hesdin.

### Céroplastie
À partir des années 1890, Marie Fresnaye s'adonne à la céroplastie, un domaine dans lequel elle va exceller. Cette technique lui permet de produire des œuvres polychromes d'une grande finesse. En 1895, Elle présente à l'exposition de l'Union des femmes artistes et sculpteurs l'Abondance. Suit en 1896, La source et le ruisseau qu'elle envoie au Salon. L’œuvre est remarquée par le journaliste Louis Énault qui parle du « plaisir que nous éprouvâmes l'autre jour à donner les louanges qu'elle méritait à cette jolie cire polychrome, d'un dessin si délicat; ;et d'une coloration si harmonieuse… ».
En 1897, il écrit d'elle « Je n'ai pas l'honneur de connaître M"" Marie Fresnaye, et je ne sais d'elle que ses œuvres, (...) Il se dégage de tout ce qu'elle touche une impression de sincérité et quelque chose comme une sensibilité réelle et puissante; communicative, ou se reconnaissent les artistes de race — les vrais artistes ». Enthousiasmé par Le sommeil de l'Enfant Jésus qu'il remarque au Salon des Champs Élysées, il ajoute « Voilà ce qu'il faut voir et revoir dans la section de la sculpture contemporaine. De sa main très délicate et très fine, - une vraie main de femme - Mlle Marie Fresnaye aime surtout à manier la cire, dont personne ne pétrit mieux qu'elle le grain souple et docile, qu'elle sait revêtir des plus aimables tonalités d'une polychromie toujours discrète et mesurée, aussi harmonieuse qu'elle est attrayante, et qui devient, en quelque sorte, la voluptueuse caresse de l’œil. » La même année dans le Figaro, Arsène Alexandre mentionne ses cires assez délicates et la présente comme une des exposantes les plus remarquées. Le sommeil de l'enfant Jésus est acquis par l'état en 1897 et actuellement en dépôt, ainsi que Chérubin, au musée des beaux arts d'Arras.
En 1898, elle expose  Rosière, un buste de cire polychrome au salon des Femmes artistes chez George Petit  ainsi que plusieurs autres statuettes dont Farniente et Au printemps. La sculptrice suscite toujours l’enthousiasme d'Énault « Mlle Marie Fresnaye,... possède à un très haut degré le sentiment de la couleur... Mlle Marie Fresnaye, dont le ciseau sait quand il le faut s'attaquer au marbre comme le plus courageux praticien, garde cependant, sa sérieuse préférence pour la cire que son pouce génial caresse avec amour […] depuis quelques années déjà, ses cires polychromes sont très remarquées aux Expositions des Artistes Français […]. Ses envois de 1898 la maintiennent au rang qu'elle a su conquérir. Le buste de sa Rosière est tout à fait attrayant, et l'on regarde avec un plaisir extrême ses deux têtes de chérubins, pétries de grâce, dont la précieuse matière a pris des colorations enchanteresses… »
En 1899, elle présente Source de Parfums et Liseuse au Salon d'Amiens.
En 1900, elle présente au Salon une autre cire polychrome, Étoile au repos. Cette année-là, à l'exposition universelle, elle obtient une médaille de bronze dans la catégorie sculpture.

### Travaux commémoratifs
Marie Fresnaye produit de nombreux bustes et médaillons commémoratifs honorant des personnalités locales du Pas-de-Calais. Un monument à Victor Morel à Campagne-les-Hesdin en 1894,. Un buste de son père au cimetière de Marenla, les bustes de deux personnalités montreuilloises : Émile Charpentier (1906) et Victor Dubourg (1920). Elle réalise aussi les médaillons commémoratifs d'Émile Langlet, d'Henri de Lannoy et d'Ernest de Lannoy au cimetière d'Arras, ainsi que du général Moisson à Boulogne-sur-Mer (1930),.
Paradoxalement, si Marie Fresnaye a souvent évoqué l'univers féminin dans son œuvre, celle-ci n'est plus connue aujourd'hui que par les portraits de ces hommes.

### Fin de Vie

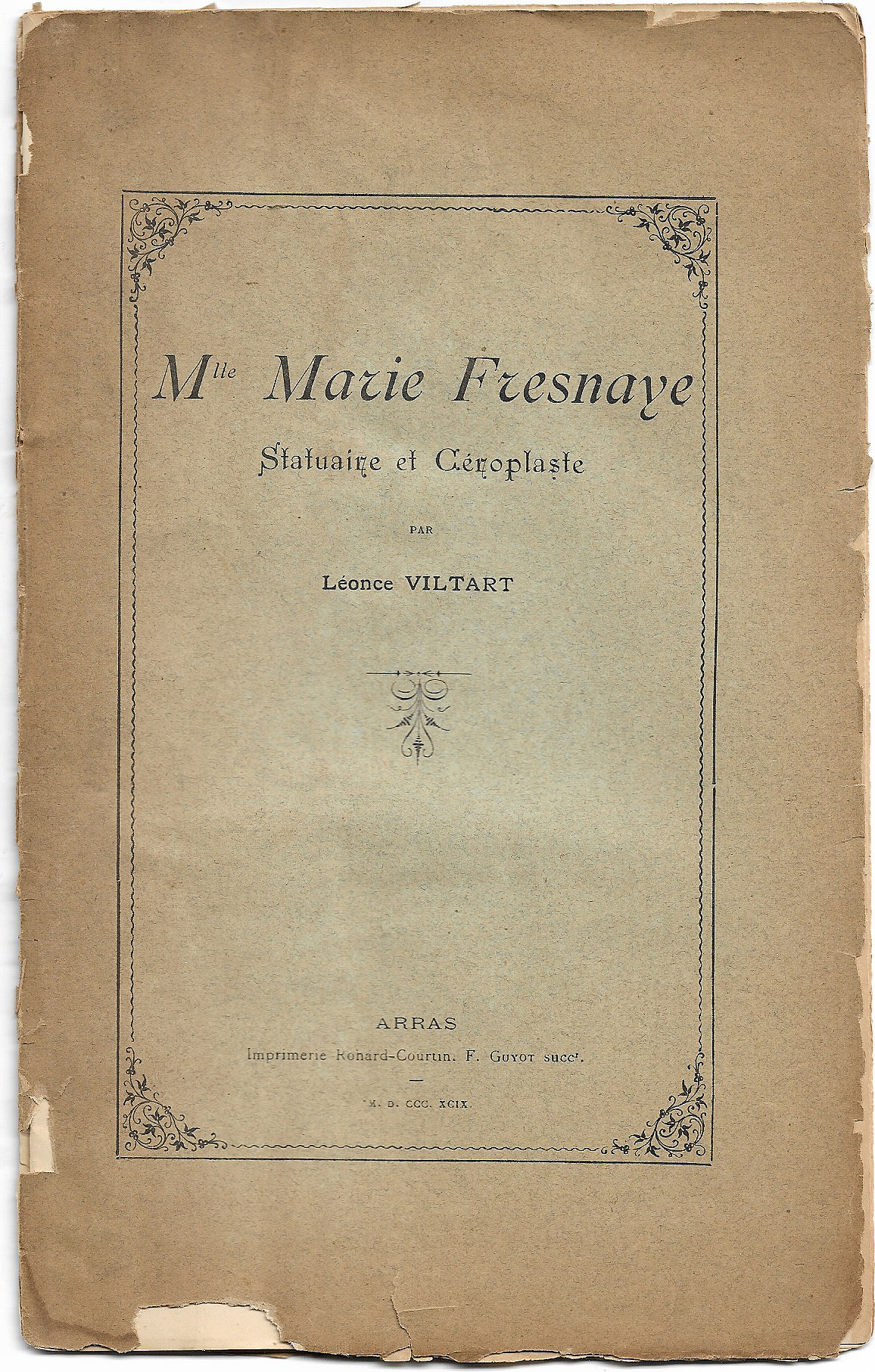
Livret de Léonce Viltart consacré à Marie Fresnaye en 1899.

En dépit de l’intérêt que suscite ses œuvres de céroplaste, Marie Fresnaye poursuit un discret parcours artistique à l'écart des milieux artistiques des grandes villes. En 1911, elle réside toujours à Marenla avec sa mère et quelques frères et sœurs.
Léon Viltart écrit à son sujet en 1899 « Mlle Fresnaye n'est pas seulement modeste, elle est cachée. L'auteur de tant de jolies choses ne franchit pas le Rubicon du succès, et ce, par suite de circonstances qui ne sont pas toutes indépendantes de sa volonté. »
Elle meurt, célibataire, le 22 janvier 1936 à Marenla.

## Œuvres
Œuvres présentées par Marie Fresnaye à divers salons.
- 1874 :
  - Portrait de Mlle A.F - Buste de plâtre[3]
  - Le sommeil - Médaillon de plâtre[3]
- 1878 La sybille - Statue[4]
- 1881 La république présidant à l'instruction de ses enfants - Médaillon en plâtre[5],[6]
- 1882 :
  - Captive - Statue en plâtre[35]
  - Le charmeur ou Amour au pipeau - Plâtre, collection du musée d'Orsay[10],[35]
- 1883 :
  - Bradamante - Médaillon[8]
  - 1906 - Buste d’Émile Charpentier (1845-1905) bronze. Collection du Musée de France Roger Rodière de Montreuil-sur-Mer.Petites sources - Groupe en plâtre[9]
- 1884 Rêveuse[36]
- 1886 L'enfant lutinant un héron[37]
- 1889 :
  - La fillette aux oies - Plâtre[38]
  - L'enfant à la grappe - Plâtre[38]

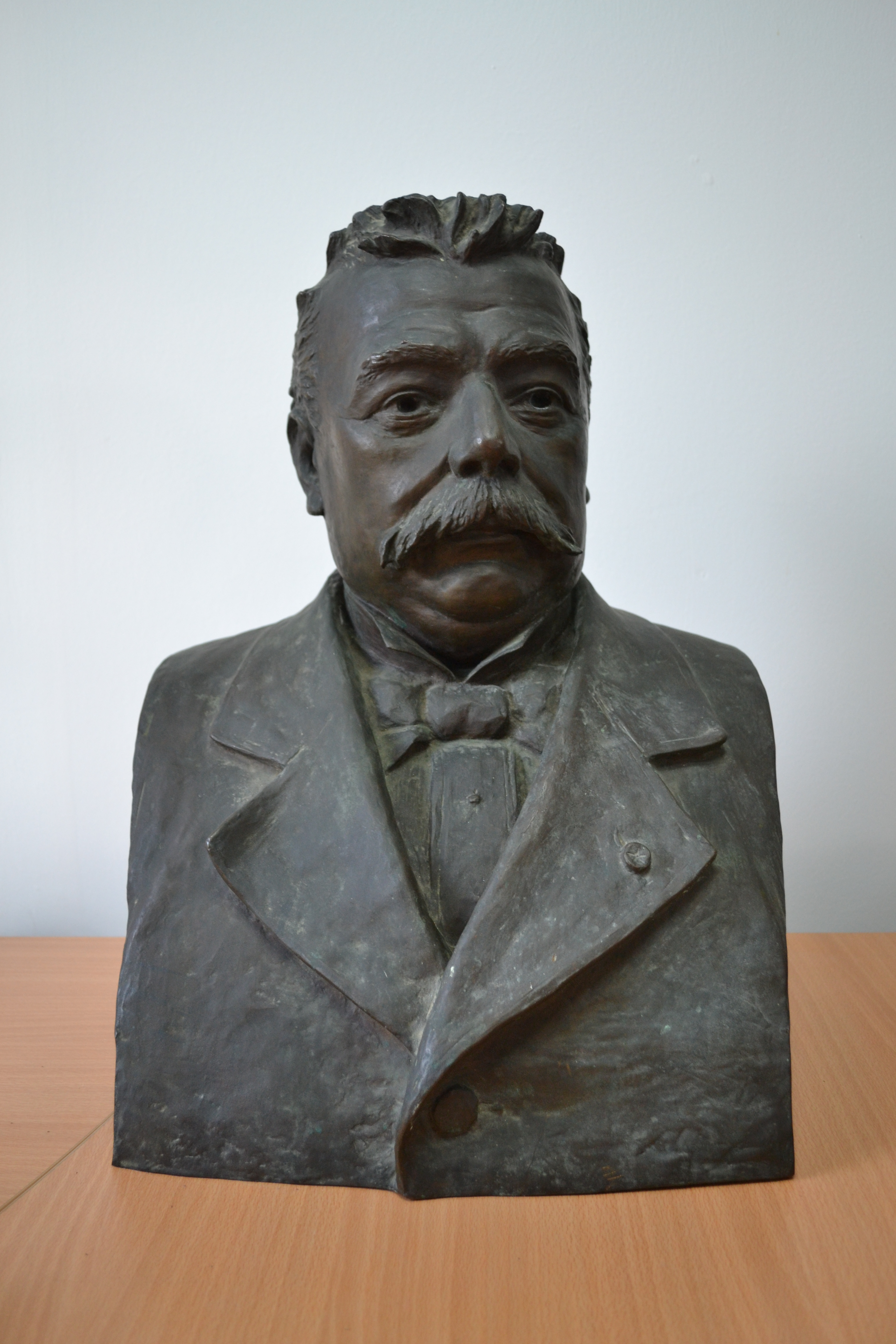
1906 - Buste d’Émile Charpentier (1845-1905) bronze. Collection du Musée de France Roger Rodière de Montreuil-sur-Mer.

- 1890 Jeux d'automne - Bas relief en plâtre[39]
- 1892 La petite bohémienne[13]
- 1894 :
  - Bénitier en Marbre (bénitier de l'église Saint Aubin de Marenla ?)[40],[41]
  - 1894 Dans les vignes - statue en plâtre[41]
- 1895 :
  - Médaillon en bronze de Victor Morel[18],[28],[29],
  - Fleur d'eau - Sculpture[20],[42]
  - Effroi - Sculpture en plâtre[19]
  - Vive le vin ! - Statuette en plâtre[19]
  - L'abondance - Cire polychrome[19]
- 1896 :
  - La source et le ruisseau - Relief de cire Polychrome[20],[42]
  - Le billet Doux - Cire polychrome[17]
  - Dans les champs - Aquarelle[43]
- 1897 :
  - Bacchante - Cire Polychrome[44]
  - Le sommeil de l'enfant Jésus - Cire polychrome, collection du musée des Beaux-Arts d'Arras[45],[21],[42]

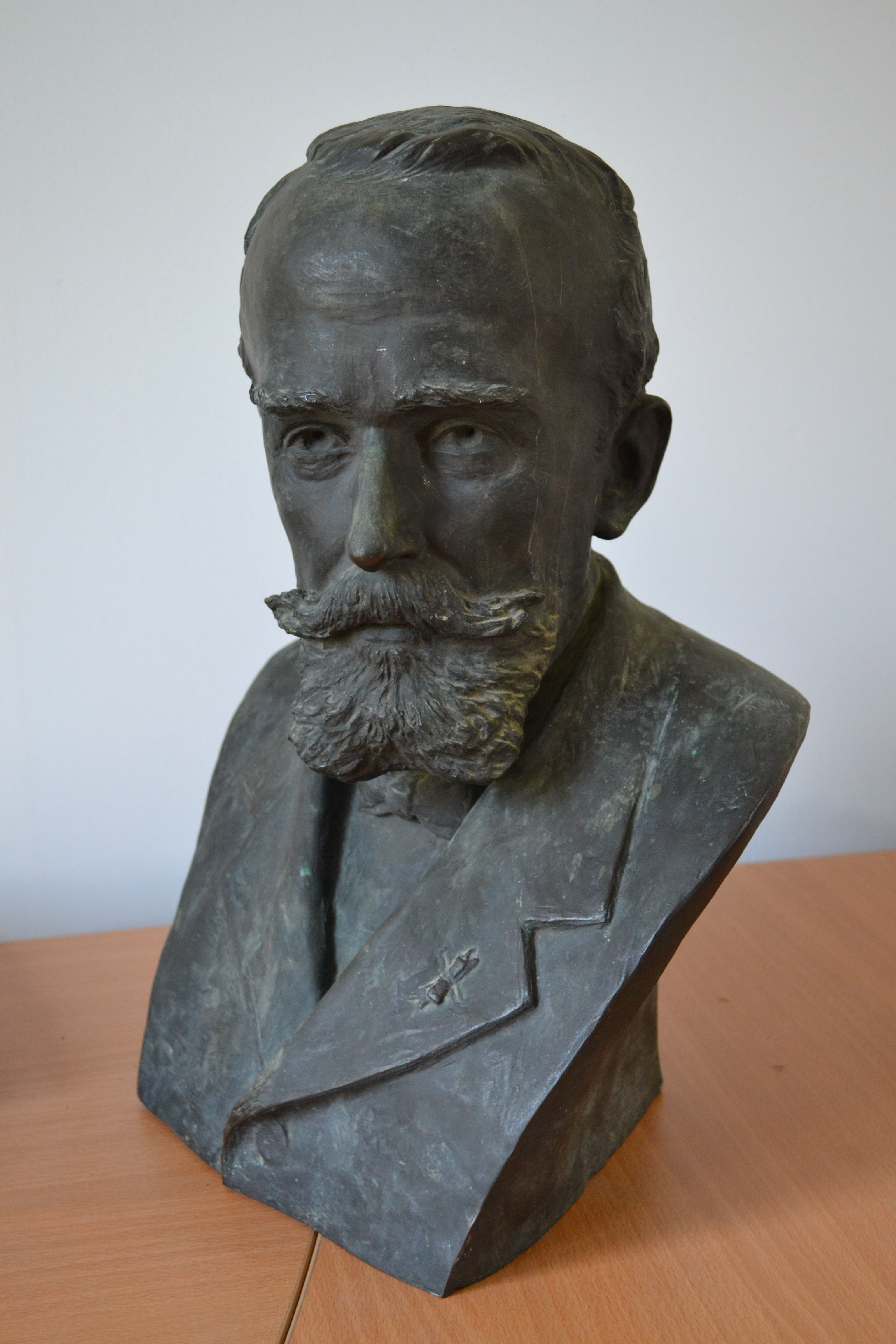
1920 - Buste de Victor Dubourg (1843-1915), bronze. Collection du Musée de France Roger Rodière de Montreuil-sur-Mer

- 1920 - Buste de Victor Dubourg (1843-1915), bronze. Collection du Musée de France Roger Rodière de Montreuil-sur-Mer ?  Chérubin - Cire polychrome, collection du musée des Beaux-Arts d'Arras[46]
- 1898 :
  - Rosière - Buste de cire polychrome[16]
  - Farniente - Cire[24]
  - Au Printemps - Cire[24]
  - Le Ruisseau - Cire polychrome[47]
- 1899 :
  - Source de Parfums - Cire[25]
  - 1899 Liseuse - Cire[25]
- 1900 Étoile au Repos - Cire polychrome[26]
- 1901 Fillette aux fleurs - Cire polychrome[48]
- vers 1901 Buste d'Adrien Fresnaye - Sculpture[2]
- 1905 Étains - Sculpture[49]
- 1906 Buste d'Emile Charpentier - Bronze, Musée Roger Rodière
- 1920 Buste de Victor Dubourg - Bronze, Musée Roger Rodière
- 1930 Médaillon du Général Edmond Moisson - Cimetière de Boulogne[50]
- ?  Médaillons commémoratifs d'Emile Langlet, Henri de Lannoy et Ernest de Lannoy  - Cimetière d'Arras[31]
- ? Vierge, vue à mi-corps, et l'Enfant sur un coussin - Dessin, 2 versions, graphite et crayons de couleurs, collection du musée d'Orsay[51],[52]

## Pour approfondir